# Cryphaeadelphus subulatus
Cryphaeadelphus subulatus là một loài Rêu trong họ Fontinalaceae. Loài này được (P. Beauv.) Cardot mô tả khoa học đầu tiên năm 1904.